# Casa da Música

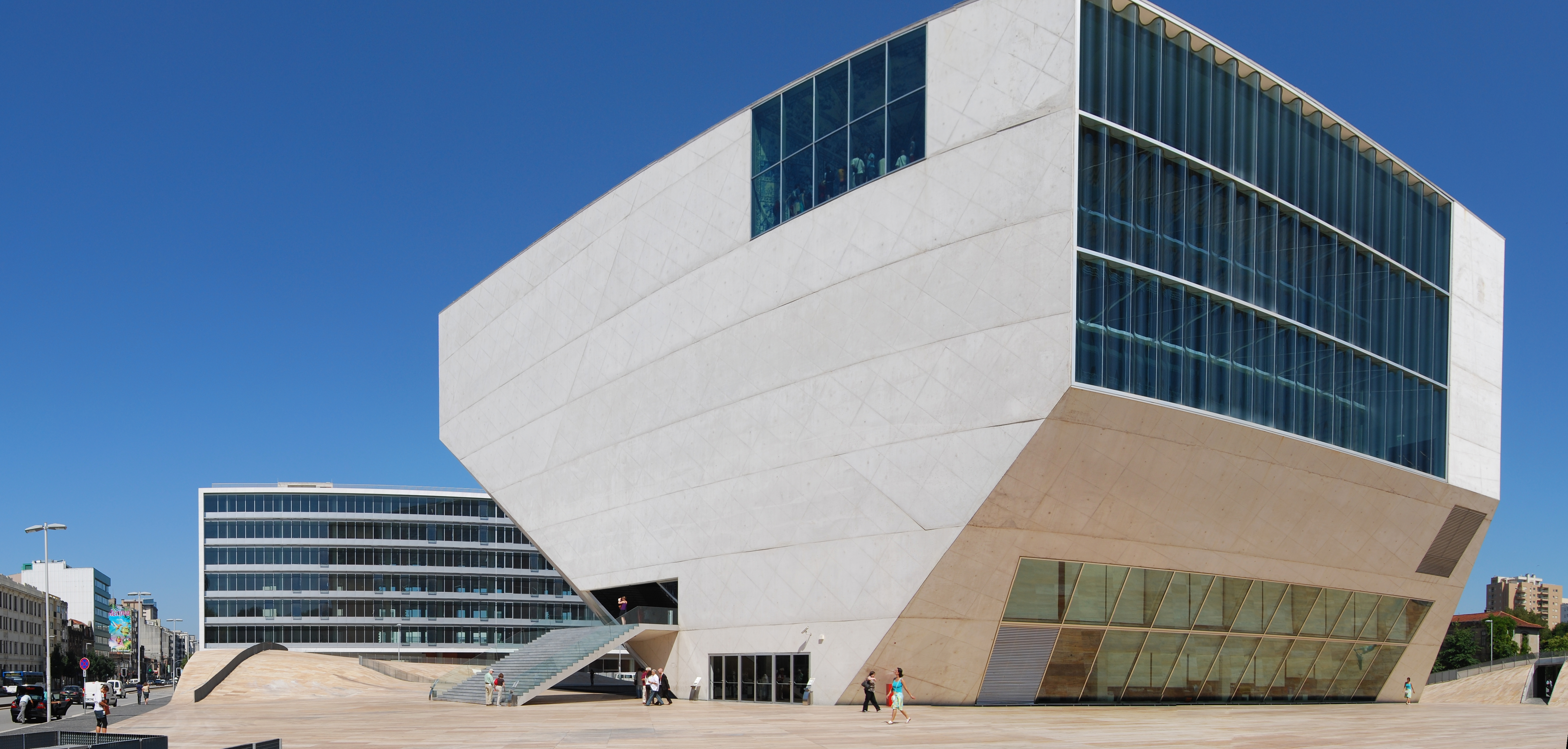
Panoramablick auf den Eingangsbereich

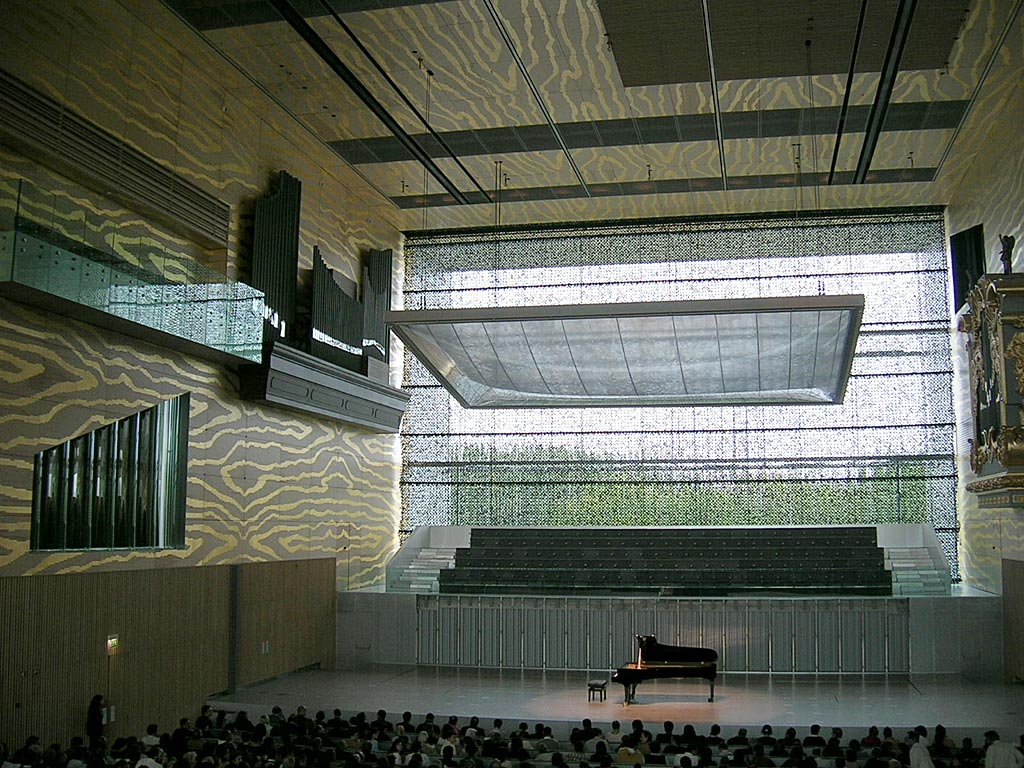
Blick auf den Konzertsaal

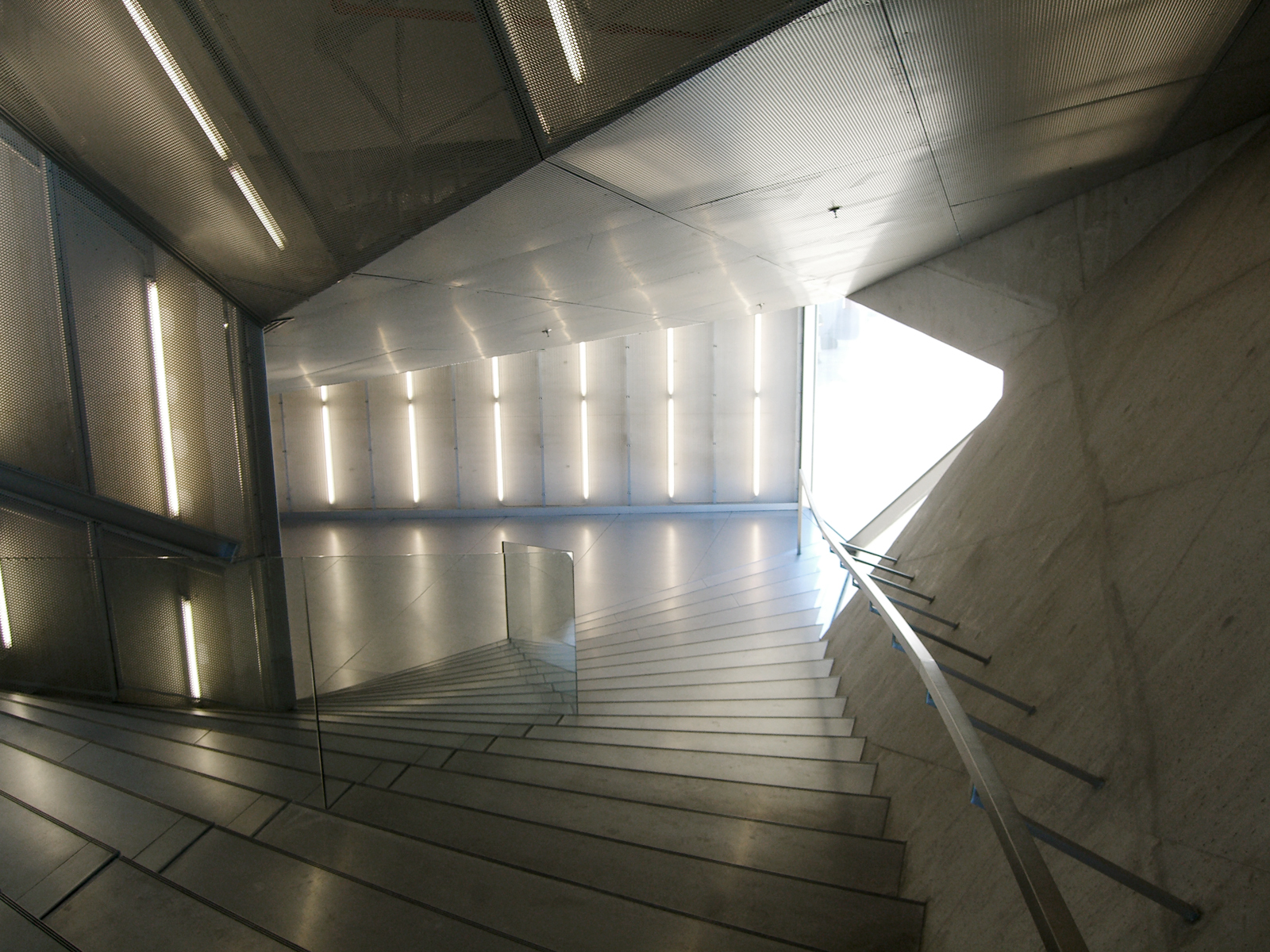
Treppenaufgang in der Casa da Música

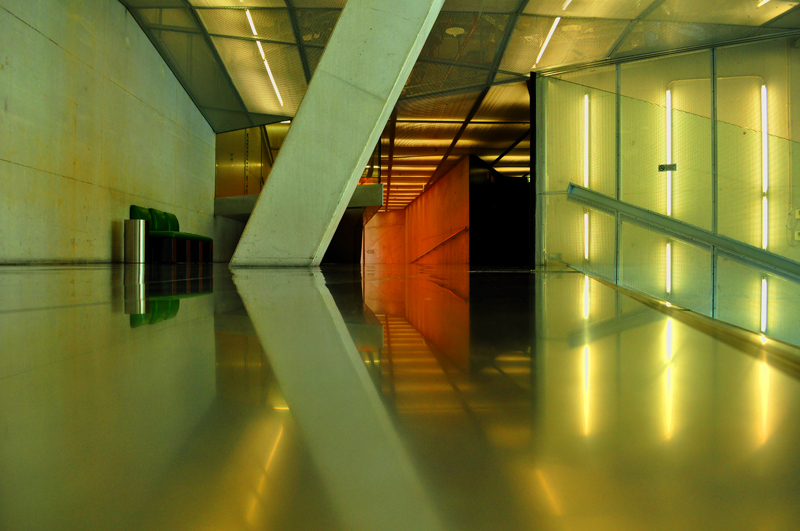
Innenaufnahmen der Casa da Música

Die Casa da Música (deutsch: Haus der Musik) ist das städtische Konzerthaus in der nordportugiesischen Stadt Porto, entworfen von den Architekten Rem Koolhaas und Ellen van Loon vom Büro OMA (Rotterdam). Es wurde im April 2005 eingeweiht und beherbergt die gleichnamige Kulturinstitution mit ihren drei Orchestern „Orquestra Sinfonica do Porto“, „Orquestra Barroca“ und „Remix Ensemble“. Begonnen wurde das Projekt im Juli 1999, offiziell mit der Vorgabe, es bis im Jahr 2001, als Porto europäische Kulturhauptstadt war, fertigzustellen. Bauingenieure waren das englische Ingenieurbüro Arup.
Im Entwurf von OMA wurden die unterschiedlichen Bereiche des Konzerthauses in einem kompakten Volumen zusammengefasst, das sich als polygonaler Körper aus weißem Sichtbeton in den Platz „Rotunda da Boavista“ aufstellt, wie ein Kristall für die Musik. Der ganz mit jordanischem Travertin in Braun- und Goldtönen belegte Vorplatz kontrastiert stark mit dem in Porto allgegenwärtigen grauen Granit. Die weiße Schale verhüllt ein 3-D-Puzzle, das elf Etagen einnimmt.
Im Inneren ist die Architektur aus Beton, Aluminium und Glas mit vielen verschiedenen Materialien verkleidet. Der große Konzertsaal mit 1300 Plätzen ist wie eine Schachtel mit etwa 1,8s Nachhall und sehr guter Dissipation konzipiert, das kleine Auditorium mit 350 Sitzen und etwa 1,3 s Nachhall ist eine Ebene darüber im rechten Winkel dazu angeordnet. Koolhaas umgibt die beiden Säle mit der an einen Kristall erinnernden Hülle, die zusätzlichen Platz für Foyers, Bars, Seminarräume, Aufnahmeräume, einen Kindersaal, ein Cyber-Gelände für Experimentalmusik, Empfangsbereiche und Gastronomie bietet. Die Räume sind alle mit verschiedenen Materialien gestaltet: Die Wände des großen Konzertsaals wurden mit Blattgold auf der Holztäfelung verkleidet, seine Akustik wurde mit Yasuhisa Toyota entwickelt, die Stirnseite öffnet sich mit einer großen gewellten Glasfront zur Stadt hin. Diese Glaswellen verzerren einerseits den Blick, andererseits wird auch der Schall günstig gebrochen.
Der kleine Aufführungssaal ist in Rot mit gefärbten gelochten Holzplatten mit integrierter akustischer Dämmung gestaltet und Foyers wurden teilweise mit portugiesischen Azulejos gekachelt oder durch Trittroste und trittfestes Glas transparent gestaltet.